# Monguí
Monguí es un municipio colombiano ubicado en la provincia de Sugamuxi en el departamento de Boyacá. Está situado a unos 97 km de la ciudad de Tunja, capital del departamento. Hace parte de la Red de pueblos patrimonio de Colombia. El municipio limita al norte con Tópaga y Gámeza, al oriente con Mongua y al sur y al occidente con Sogamoso.

## Toponimia

### Origen lingüístico[3]
- Familia lingüística: Chibcha
- Lengua: Muysccubun

### Significado
Monguí posiblemente pertenece a la lengua general Muisca y presenta los vocablos mo “baño”, gui-gwi "compañera, esposa".

### Origen / Motivación
El significado de la expresión monguí se relaciona con la abundancia de agua en la región, la cual era apreciada y aprovechada por las comunidades indígenas habitantes para sus actividades y aseo diario.
Durante la colonia, los españoles que vivían en Monguí agredieron a los aborígenes hasta el punto de persecución; estos fueron expulsados de sus resguardos y tuvieron que marcharse para Mengua, donde se establecieron en un sitio que ellos llamaron Monguí.

## Clima
Su clima es frío, la temperatura mínima es de 8 °C; máxima, 16,6 °C y media, 13 °C. Por ello sus pobladores se abrigan con ruanas.

## Historia

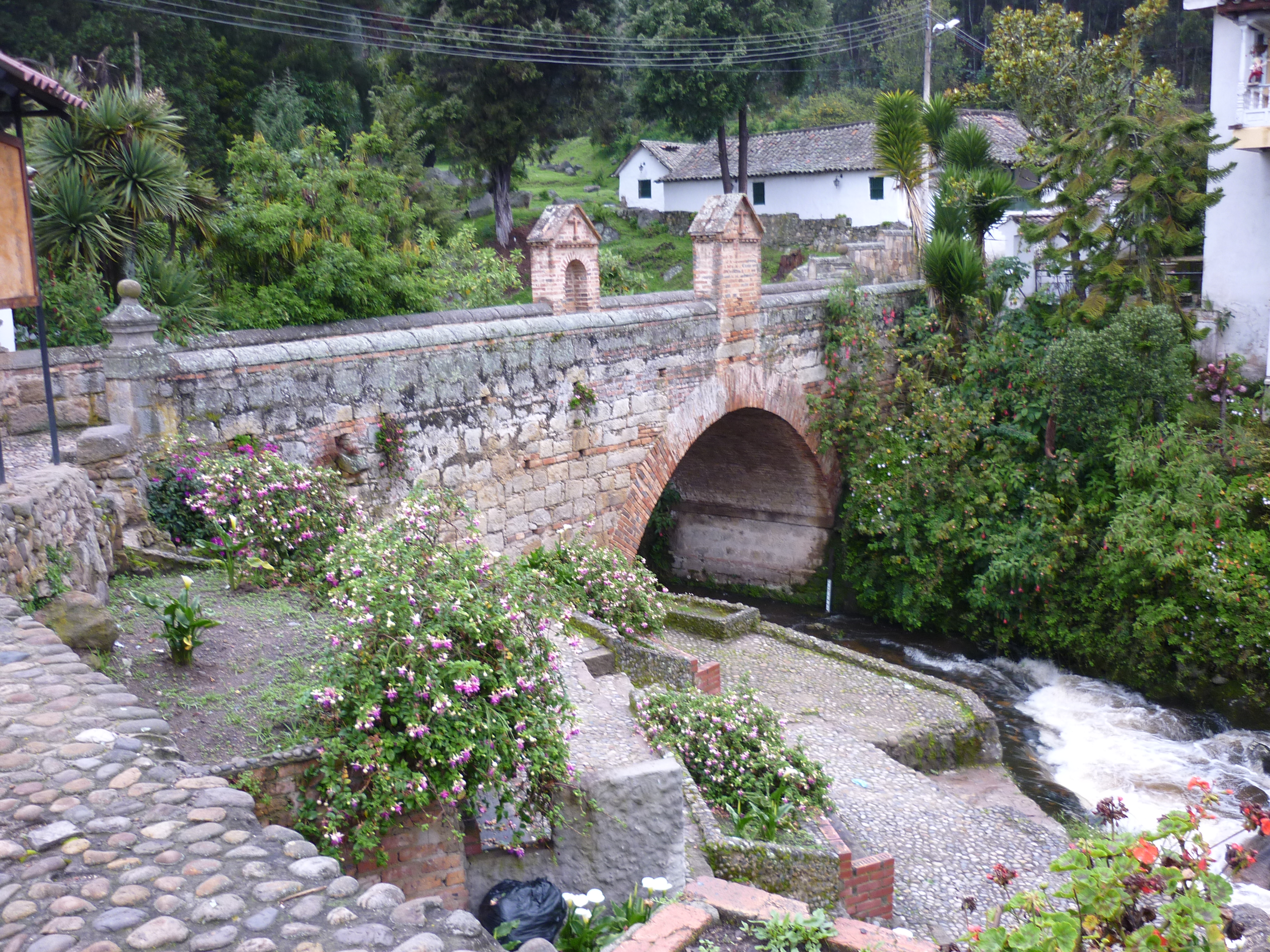
Puente Calicanto. Siglo XVI

La población fue fundada el 1 de diciembre de 1601 por Alonso Domínguez Medellín y Fray Juan Blas Redondo, durante la época hispánica en el Nuevo Reino de Granada. A mediados del siglo XVI ya se trataba de un lugar de importancia, como lo atestiguan la capilla de San Antonio y el puente Calicanto. En el siglo XVII fue una próspera población gracias a la explotación agrícola y forestal. De esta época datan el convento de los franciscanos y la basílica de Nuestra Señora de Monguí, declarados Monumentos Nacionales de Colombia.

## Cultura

#### Gastronomía
Se prepara comida típica de calidad, ya que existe un desarrollo agropecuario muy cualificado del que se resaltan productos como las carnes de carnero, los quesos, la génovas y una gran variedad de verduras típicas de la región cundiboyacense, con las que se preparan ricas sopas y hervidos. Ofrece variedad de platos exquisitos de la región como trucha arco iris y amasijos de la abuela (bizcochuelos, colaciones, almojábanas).

### Artesanía
Desde 1930, un centenar de familias de Monguí han traspasado la tradición de coser y vulcanizar balones de cuero, dueños de una técnica artesanal que ha llevado sus esféricos a la liga de fútbol colombiano y ahora exporta un promedio anual de 300 000 a los mercados de Venezuela y Centroamérica.
Estas familias de origen campesino están organizadas en una veintena de empresas pequeñas que surten el 25 % de la demanda nacional de balones, especializadas en todo en la técnica de los cosidos a mano.
Por ello, el Ministerio lo incluyó en la Red de Pueblos Patrimonio de Colombia, estrategia que fomenta la identidad y el desarrollo de catorce municipios con potencial turístico y cultural, al tiempo que pretende elevar la cifra de visitantes anuales, que en Monguí es de 25 000.

## Economía

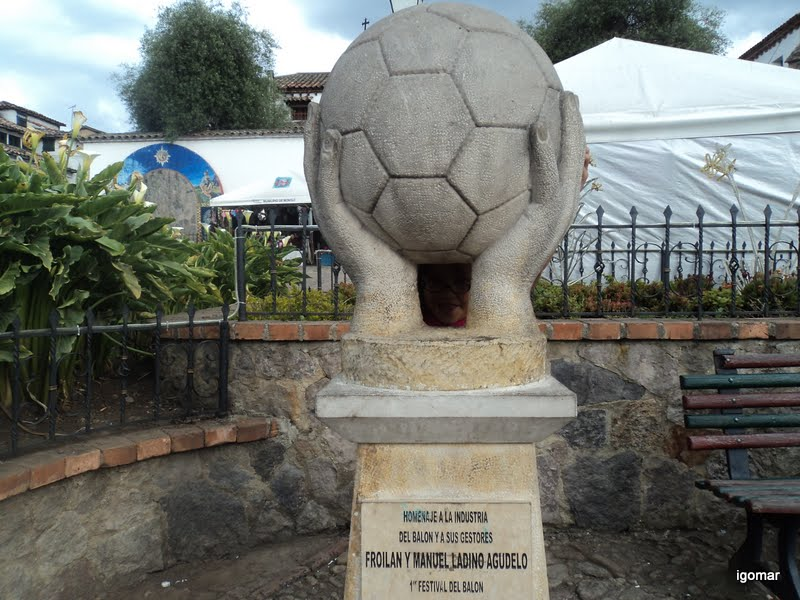
Monumento a la industria del balón.

La ruta 61 pasaba por Monguí.

Las principales actividades económicas de Monguí son la industria, la ganadería, la apicultura y la minería. En el municipio se ha desarrollado la industria de diversos productos como neumáticos, artesanías en madera, guantes de látex y balones cosidos y el procesamiento de lácteos y cárnicos. En cuanto a la minería se destaca el carbón. El turismo también ocupa un renglón importante de la economía, lo cual ha permitido su desarrollo hotelero.

## Servicios públicos
- Energía Eléctrica: Empresa de Energía de Boyacá (EBSA), es la empresa prestadora del servicio de energía eléctrica.
- Gas Natural: Vanti es la empresa distribuidora y comercializadora de gas natural en el municipio.